# Tia Sobhy
Tia Sobhy, née le 7 février 2003 aux États-Unis, est une gymnaste rythmique égyptienne.

## Carrière
Elle dispute les épreuves de groupe junior aux championnats d'Afrique de gymnastique rythmique 2016 à Walvis Bay, remportant trois médailles d'or en groupe 5 cerceaux, en groupe 5 ballons et en groupe 5 cerceaux + 5 ballons.
Elle dispute les épreuves juniors aux championnats d'Afrique de gymnastique rythmique 2018 au Caire, remportant quatre médailles d'or au concours par équipes, au concours général, au ballon et au ruban, et deux médailles d'argent au cerceau et aux massues.
Aux championnats d'Afrique de gymnastique rythmique 2020 à Charm el-Cheikh, elle dispute les épreuves de groupe, remportant trois médailles d'or au général, en groupe 5 ballons et en groupe 3 cerceaux + 2 massues.